# Das Netz (Bergengruen)
Das Netz ist eine Novelle von Werner Bergengruen, die 1956 in Zürich erschien.

## Inhalt
Die Ehefrau des Fischers wird von einem fremden Steuermann umgarnt und wie in einem Netz gefangen. Dafür wird sie von der Dorfgerichtsbarkeit verurteilt und den Schwarzen Felsen hinabgestürzt. Der Ehemann rettet aber seine Frau. Die Fallende geht ihm ins Netz, das er insgeheim zwischen den Klippen aufgespannt hat. Der Dorfrichter ist ratlos und ruft die Markgräfin als Autorität an. Die adelige Dame findet Gründe für die Begnadigung des Paares: Das Urteil habe ja gelautet, die Frau solle den Felsen hinabgestürzt werden und nicht, sie solle getötet werden. Außerdem habe Gott ein Wunder vollbracht, indem er die Frau ins Netz hat fallen lassen und somit ein Zeichen gesetzt hat. Überdies sei der Fischer nicht zu strafen, weil er aus Liebe gehandelt habe. Allerdings hat die Markgräfin für die Fischersfrau eine milde Strafe parat. Die Ungetreue soll fortan das goldene Haarnetz der Markgräfin tragen als Zeichen dafür, dass sie nun lebenslang die Gefangene der Liebe ihres Mannes ist.

## Form
Der Titel der Novelle und auch ihr Anfang gestatten, den weiteren Ablauf zu erraten.